# Светомир Бојанин
Проф. др Светомир Бојанин (Болман, 6. јануар 1932 — Београд, 9. јануар 2024) био је српски неуропсихолог и један од утемељивача неуропсихологије развојног периода и знамјенити дјечији психијатар.
Др Светомир Бојанин рођен је 1932. године у Болману у Барањи. Јавност га препознаје по томе што је увео неуропсихологију на Универзитету у Београду. Био је професор на Дефектолошком и Медицинском факултету. Објавио је више стручних монографија из области психијатрије. Шира јавност га препознаје као аутора књиге „Школа као болест”, објављене 1991. године.
Проф. Др Светомир Бојанин након пензионисања наставио да сарађује са колегама Института за ментално здравље и дефектолошког факултета. Проф. Светомир Бојанин у области психијатрије дјеце и омладине увео је читав низ новина: Социјално-психијатријски приступу психијатрији развојног доба,Стручну област у Реедукција Психомоторике. Био је активан на пољу хуманитарног-милосрдног рада па са тим циљем своје стручне савјете пружа центру Српске Православне цркве и Архиепископија Београдско-карловачке.

## Књиге
- Александар Ћордић; Светомир Бојанин: Општа дефектолошка дијагностика, Београд, 1981. (210 стр.)
- Светомир Бојанин: Неуропсихологија развојног доба и општи реедукативни метод, Београд, 1979. (228 стр.)
- Светомир Бојанин: Неуропсихологија развојног доба и општи реедукативни метод, Београд, 1985. (441 стр.)
- Светомир Бојанин; Ковиљка Радуловић: Социјална психијатрија развојног доба, Београд, 1988. (341 стр.)
- Светомир Бојанин: Школа као болест, 1. изд., XX век, Београд, 1990.
- Светомир Бојанин: Школа као болест, 2. изд., Београд, 1991. (158 стр.)
- Светомир Бојанин: Духовност, психијатрија и млади, Београд, 1994. (154 стр.)
- Светомир Бојанин: Школа као болест, 3. изд., Плави круг, Београд, 2013.
- Светомир Бојанин: Третман покретом и саветовање, Помоћ породици, Београд, 2015.(190 стр.)